# Baamonde

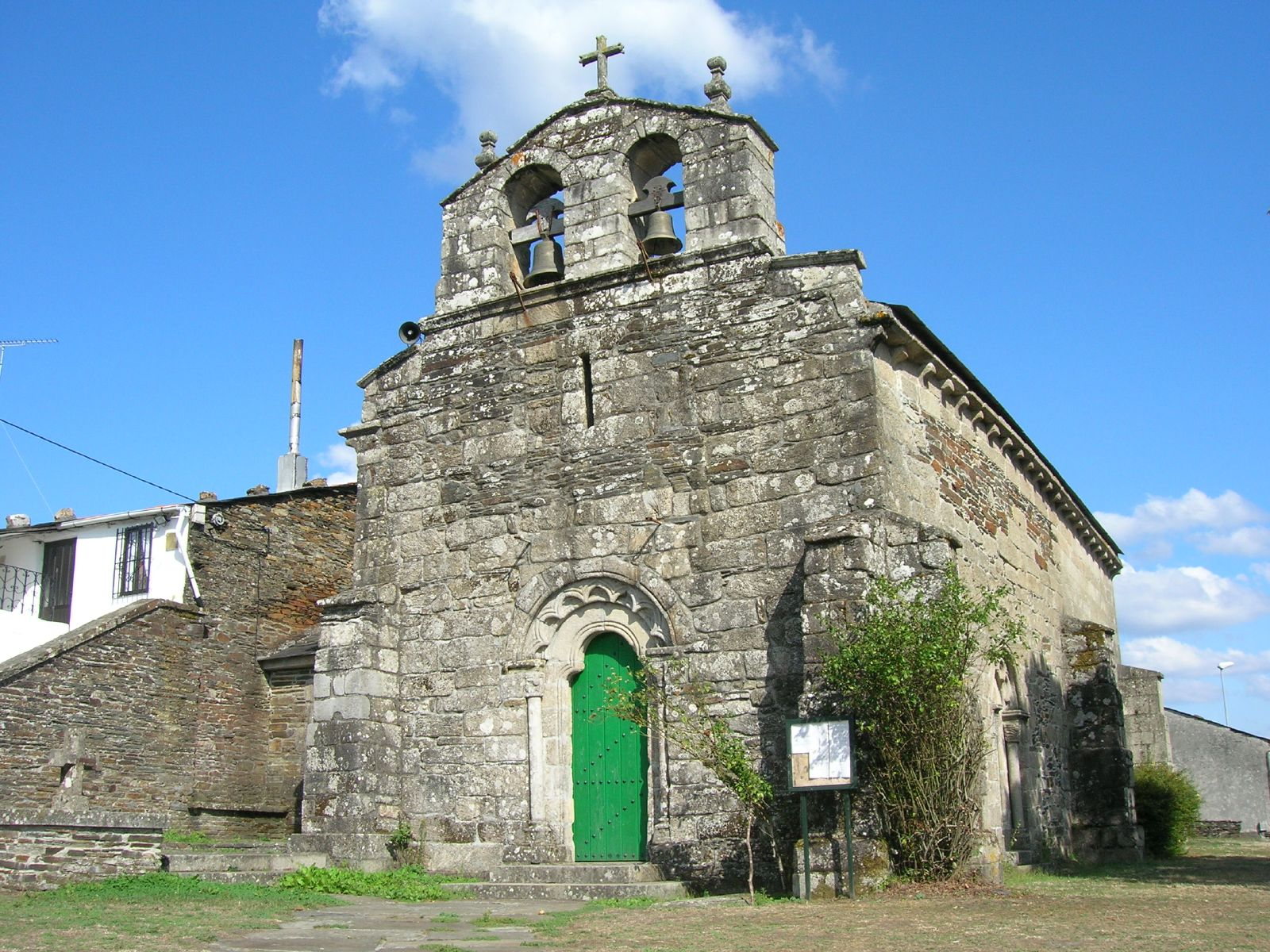
Església de Santiago

Santiago de Baamonde és una parròquia del municipi de Begonte, a la província de Lugo.
El 2014 tenia una població de 312 habitants segons l'IGE, repartits entre els nuclis de Aldea de Arriba, Baamonde, A Chafareta, O Pazo, A Rega, Riocovo, A Silvosa i Vilasuso.
Es troba al costat de la confluència de l'autovia A-6 amb l'A-8. A més, a la localitat hi ha una estació de la línia Lleó-la Corunya de ferrocarril.